# Chapelle Notre-Dame-de-Quelven
La chapelle Notre-Dame de Quelven est un sanctuaire marial de la paroisse de Guern. Devenue un lieu de pèlerinage important, elle est reconstruite à la fin du XVe siècle. La monumentalité de cet édifice s'explique par le pardon marial de l'Assomption qui s'y déroule le 15 août, troisième pardon en affluence dans le Morbihan après ceux de Sainte-Anne-d'Auray et de Notre-Dame du Roncier.

## Localisation
La chapelle est située dans le département français du Morbihan, sur la commune de Guern, au lieu-dit Quelven qui s'élève au sommet d'un étroit plateau.
Quelven proviendrait de l'indo-européen kil ou kel, qui se retrouve dans le latin cella, « cellule », « sanctuaire » ou le latin collis, « colline », et le breton kel, « compartiment », « stalle » (dans une étable), et de wen ou guen, se traduisant dans les textes médiévaux en « blanc », « pur » ou « sacré » (ce qualificatif en langue bretonne pouvant désigner la Vierge Marie). Quelven pourrait ainsi signifier « enclos blanc », « colline sacrée » ou « sanctuaire de la Blanche ou de Marie ».

## Historique

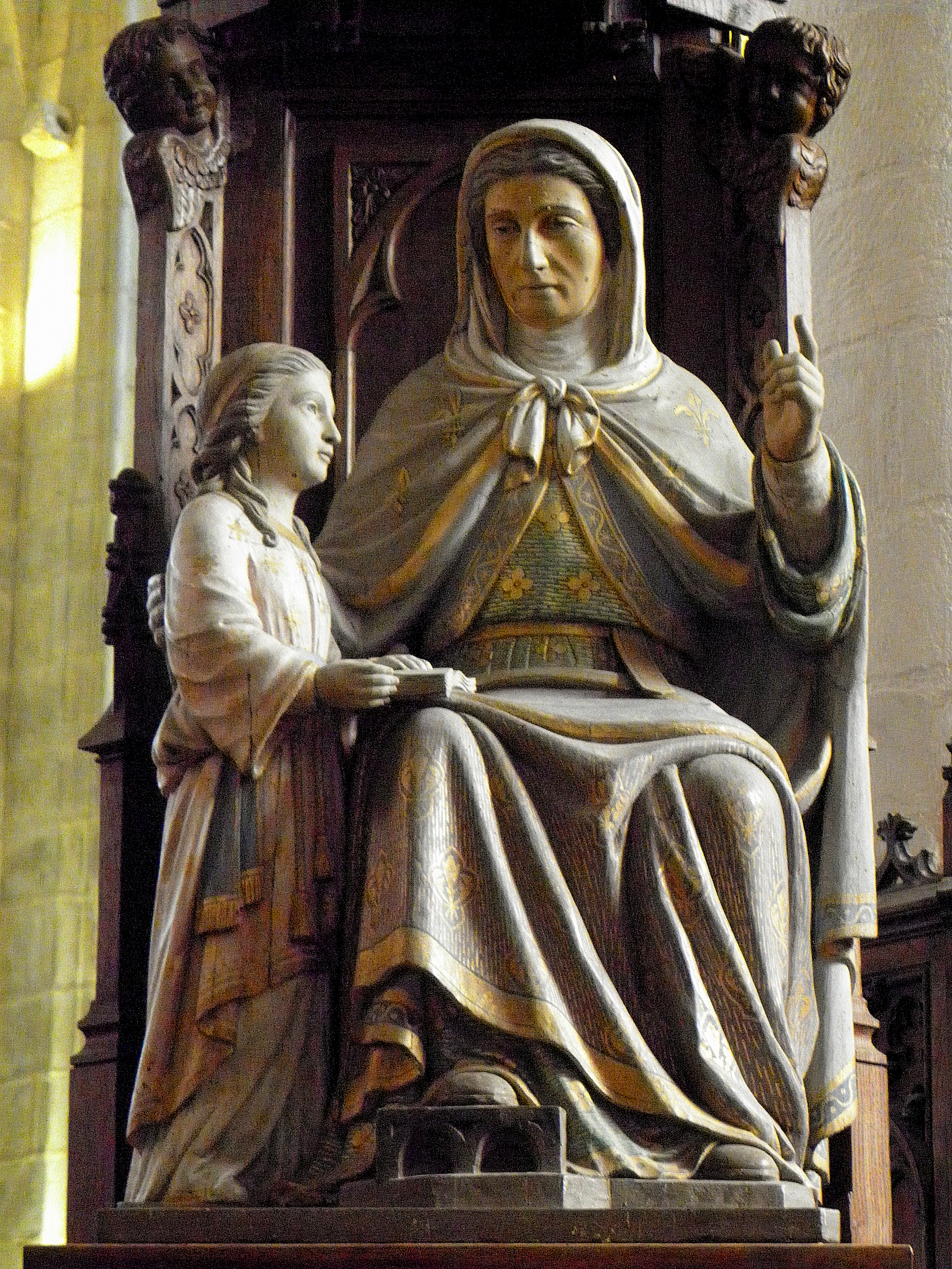
Statue de l'éducation de la Vierge par sainte Anne.

Une jolie légende sur l'origine de ce sanctuaire marial raconte que la Vierge Marie, peu avant sa mort, voulut visiter la Bretagne où sa mère Anne serait morte et y consacrer un lieu de dévotion à son nom. Elle choisit ce lieu par hasard en jetant une boule qui termina sa course sur la colline de Quelven. Ce site est également associé à une autre boule en pierre : le mell benniget (« maillet béni » ou « boule bénie ») de l'Ankou, sorte de boule en pierre que l'on place sur la tête des agonisants pour leur procurer une bonne mort.
Cette chapelle de pèlerinage est déjà mentionnée en 1401 et le 20 septembre 1451 qui voit la chapelle faire l'objet d'une concession d'indulgences, par le pape Nicolas V, aux pèlerins venant prier Notre-Dame de Quelven. Il s'y déroule le pardon de l'Assomption que rappellent le cantique de pèlerinage Itron Varia Keluen (« Notre-Dame de Quelven ») et le dicton breton « Biù pé marù, de Gelven henniget, teir gaech zou red monet » (Vivant ou mort, à Quelven la bénie, il faut aller trois fois). Ce pardon qui prend son essor à partir de 1451 a lieu tous les 15 août.
Ruine menaçante, la chapelle est reconstruite vers 1476 par l'atelier qui œuvre à la cathédrale de Vannes. Afin de pouvoir contenir les milliers de pèlerins, ses principaux donateurs, les vicomtes de Rohan et les seigneurs de Rimaison décident selon la tradition d'édifier une grande chapelle qui donne l'impression d'une cathédrale implantée en pleine campagne pouvant se prévaloir du titre de « chapelle-basilique » de par ses dimensions et son faste. En réalité, l'évêque de Vannes qui demande au pape d'octroyer le titre de basilique à la chapelle au XIXe siècle s'est essuyé un refus, si bien que Notre-Dame de Quelven ne peut revendiquer ce titre,. Le chœur et le transept de Quelven sont bâtis entre 1476 et 1505, la nef est achevée vers 1510 et la voûte prévue est remplacée par un lambris sur arceaux en 1582 (cette date étant inscrite sur les sablières de la charpente apparente) dont les bois sont remis en état par L. Gicquel en 1633 et 1634.
Le clocher qui s'élève sur le porche occidental est au XVe siècle le plus haut des chapelles bretonnes derrière celui de la chapelle Notre-Dame du Kreisker (66 m). Il s'écroule le 23 février 1837 (la chambre des cloches, mal exécutée, ne résiste pas aux carillonnements des deux lourdes cloches pesant respectivement 1 139 kg et 745 kg qui avaient été posées en 1835) et est reconstruit en s'inspirant d'un dessin de l'ancien clocher. Malgré des financements du roi Louis-Philippe Ier et du président de la République Louis-Napoléon Bonaparte, le chantier s'étale de 1841 à 1865 en raison du manque d'argent, du non-respect du plan et de contentieux avec les artisans. Sa hauteur est finalement réduite d'une douzaine de mètres par souci d'économie et de stabilité.
L'église est classée au titre des monuments historiques depuis 1840.
La fontaine avec ses deux bassins du XVIe siècle (ses eaux auraient le pouvoir de guérir les femmes stériles et les enfants malades) est inscrite au titre des monuments historiques depuis le 24 avril 1925.
La Scala Sancta, construite en 1737 pour les messes en extérieur de ce sanctuaire marial, est inscrite au titre des monuments historiques depuis le 13 février 1929.
L'If commun du placître, âgé de plus de 300 ans, fait partie des arbres remarquables du Morbihan et est un site classé depuis le 8 août 1931.
Haut lieu de pèlerinage, le pardon de l'Assomption qui s'y déroule le 15 août et durait initialement trois jours, draine 30 000 pèlerins au XIXe siècle. Attirant les fidèles du Morbihan intérieur, il est le troisième en affluence dans le Morbihan au XXe siècle après celui de Sainte-Anne-d'Auray qui draine des fidèles de la Bretagne entière et de Notre-Dame du Roncier à Josselin qui attire ceux du Morbigan gallo. Il connaît une certaine désaffection depuis le début du XXIe siècle, n'atteignant plus qu'un millier de visiteurs.

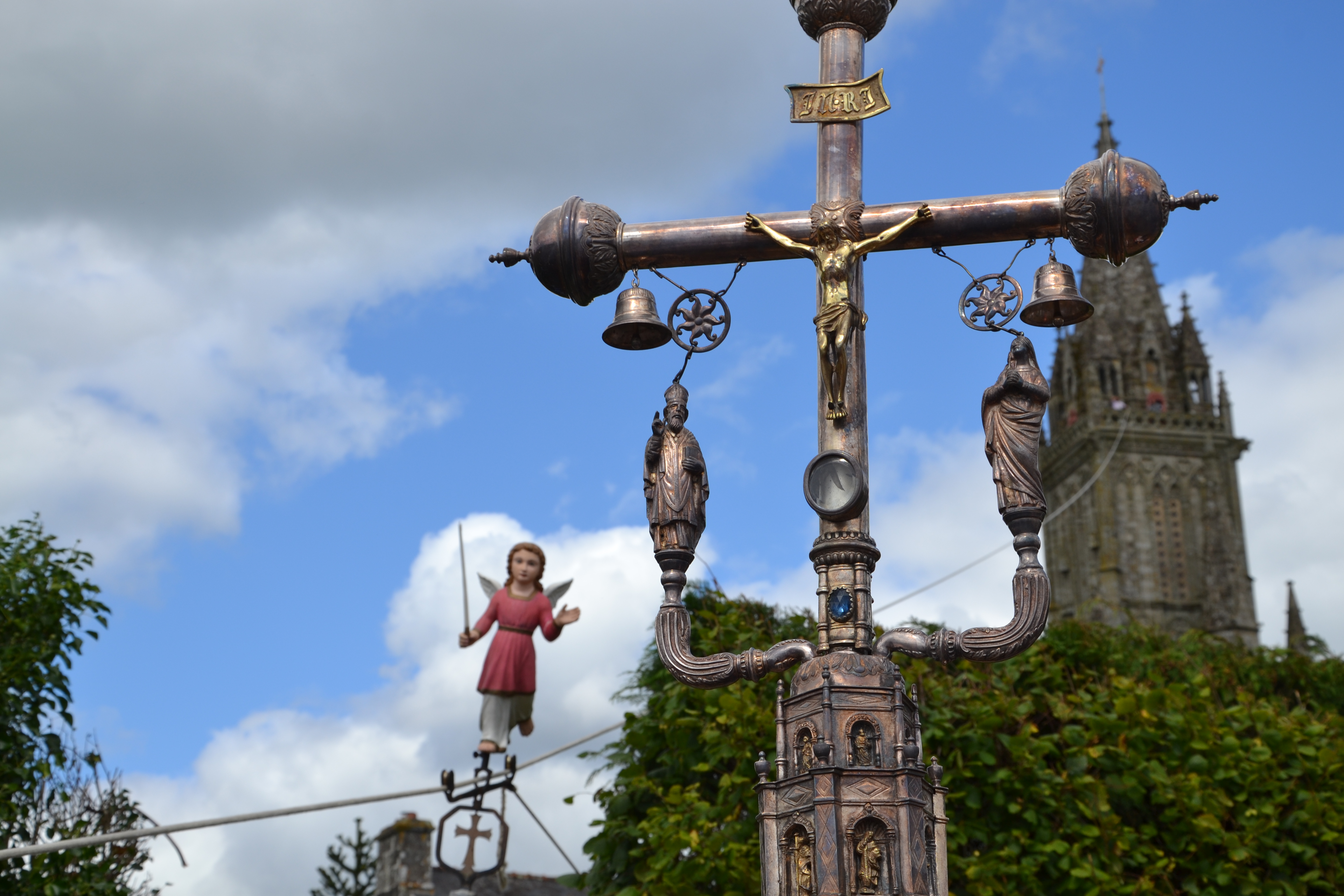
Descente de l'ange pyrophore.

En ce jour, une messe en français et en breton (depuis 1982) sont célébrées, suivies d'un chapelet médité et des vêpres puis de la procession de la « Vierge ouvrante » (portée en grande pompe, vêtue d'une robe et d'un manteau de brocart et entourée de bannières), de la descente de l'ange pyrophore (sur une corde de 160 m reliée au clocher, un ange en bois polychrome glisse sur un petit chariot, un cierge à la main, pour enflammer un bûcher dans une plaine voisine) et de l'embrasement du tantad (un feu de joie purificateur et prophylactique), cette tradition ayant probablement pour origine l'Italie avec le Scoppio del Carro. Les tisons du tantad sont emportés comme porte-bonheurs par les pèlerins.

## Description
La chapelle en forme de croix latine aux transepts peu saillants est longue de 28 mètres et haute de 70 mètres. Elle comprend une nef de trois travées, avec bas-côtés aux dernières travées seulement et un chevet à trois pans.
L'extérieur présente un décor gothique flamboyant, avec notamment la galerie supérieure ajourée qui domine les cinq côtés et d'où surgissent dix-sept gargouilles (animaux fantastiques, gargouille gigogne, gargouille canon). La façade méridionale présente une belle unité avec cinq grands pignons finement ouvragés (guirlandes, clochetons), percés de baies à surface plutôt réduite pour réserver de larges plages destinées à recevoir les panneaux des grandes familles seigneuriales qui ont financé l'édifice. La façade nord plus sobre est flanquée d'une construction en appentis, destinée à engranger les offrandes en nature des pèlerins et aux réunions de la fabrique. Deux barbacanes éclairent le rez-de-chaussée dénommé traditionnellement « la prison » probablement pour la justice seigneuriale.

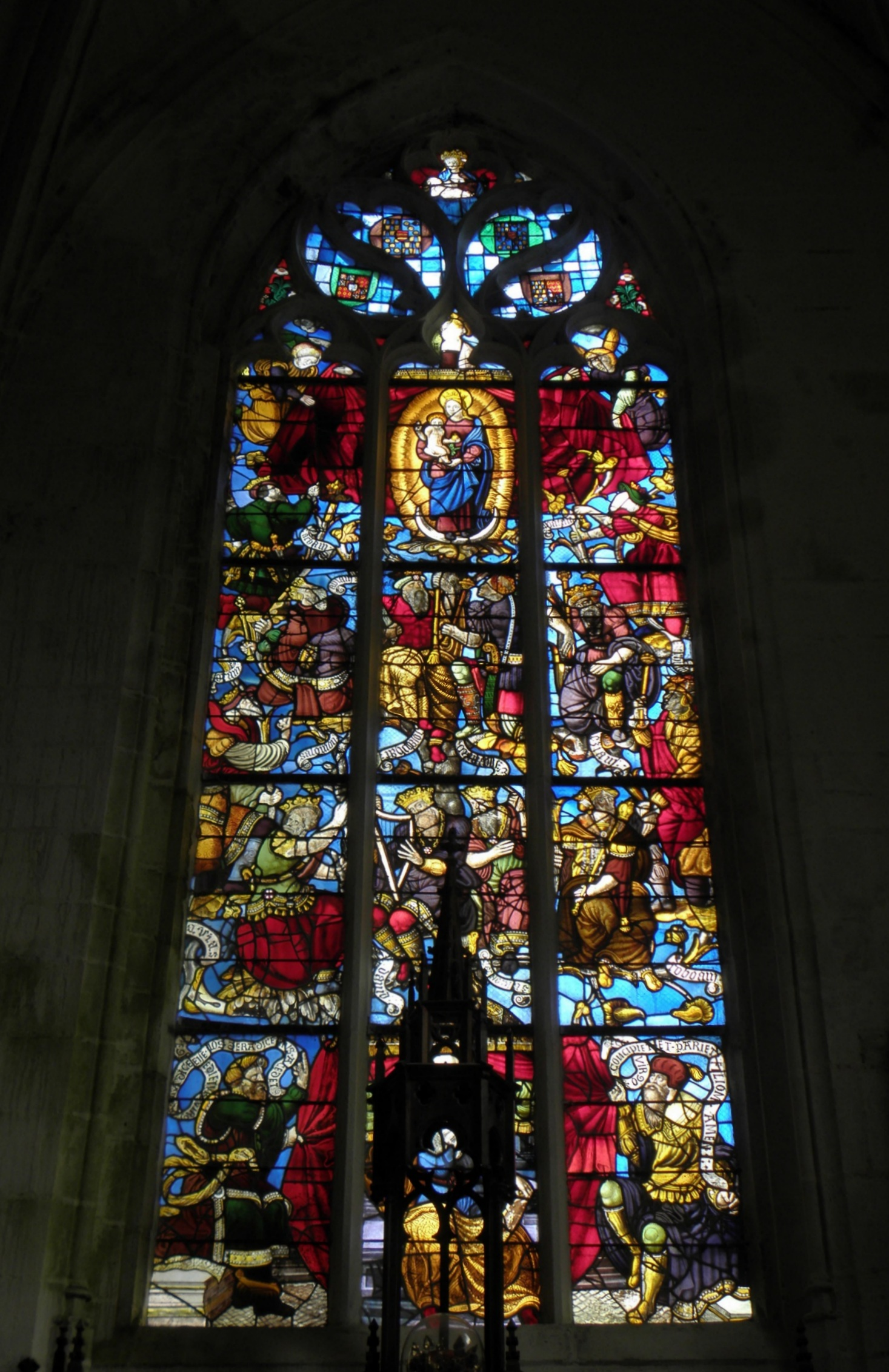
Vitrail de l'Arbre de Jessé.

Deux prophètes tenant de curieux phylactères soutiennent les pans du pavillon qui abrite l'arbre portant douze rois et est couronné par une Vierge à l'Enfant de l'Immaculée Conception.
Le clocher-porche de la façade occidentale haut de 72 m s'élève sur trois étages : massif inférieur percé d'un porche en arc brisé à arcature festonnée au premier étage ; haute arcade en tiers-point contenant une rosace garnie de quatre cercles de trilobes (avec des feuilles de trèfle à la pointe des trilobes) rayonnant autour d'un oculus central à cinq lobes, ce deuxième étage étant couronné d'une galerie ; au troisième étage, massif supérieur en retrait orné d'arcatures gothiques aveugles, de niches à dais et d'une galerie à quadrilobes, amorti d'une flèche pyramidale de 16 m de haut, accostée de quatre clochetons et quatre lucarnes aveugles. Le clocher est cantonné de pilastres et flanqué au sud d'une mince tourelle polygonale. Le chevet, d'esprit Beaumanoir, développe trois pans que délimitent des contreforts lestés de longs pinacles fleuris. Une sacristie octogonale ornée d'un bandeau plat, édifiée vers 1760, s'y adosse. Elle s'éclaire de fenêtres au linteau légèrement arqué et de lucarnes qui se détachent des croupes de la toiture.
Sur les onze fenêtres en arc brisé qui éclairent les cinq côtés de l'édifice, quatre ont reçu un remplage fleurdelisé, emblème qui s'est répandu en Bretagne après le mariage de la duchesse Anne avec Louis XII en 1499. Ces fenêtres sont coiffées d'une accolade à crochets et fleuron et reposent sur des culots sculptés d'animaux ou d'acrobates.
À l'intérieur, la voûte est lambrissée dans la nef et en pierre ailleurs. Une tribune seigneuriale (cf les blasons des familles de Rohan et Rimaison) au décor Renaissance est appuyée sur des arcades en tiers-points pénétrant dans des colonnettes, flanquées de pilastres polygonaux.
Des verrières modernes éclairent le chœur : à gauche la remise du rosaire par Notre-Dame du Rosaire à saint Dominique de Guzmán et à sainte Catherine de Sienne, au centre l'Étoile du matin, à droite l'Assomption et le couronnement de la Vierge. Deux vitraux anciens du XVIe siècle sont conservés, dont une Présentation des apôtres et un Arbre de Jessé dans le transept sud.
Les pierres de la chapelle sont constituées de quatre granites différents, allant d'un faciès à granulométrie très fine jusqu'à un faciès porphyroïde, tous en provenance du batholite de Pontivy. Les murs en granite de la chapelle sont blanchis au lait de chaux afin de faire ressortir les sombres boiseries de style néogothique du chœur : stalles, autels, cathèdres, chaire à prêcher.

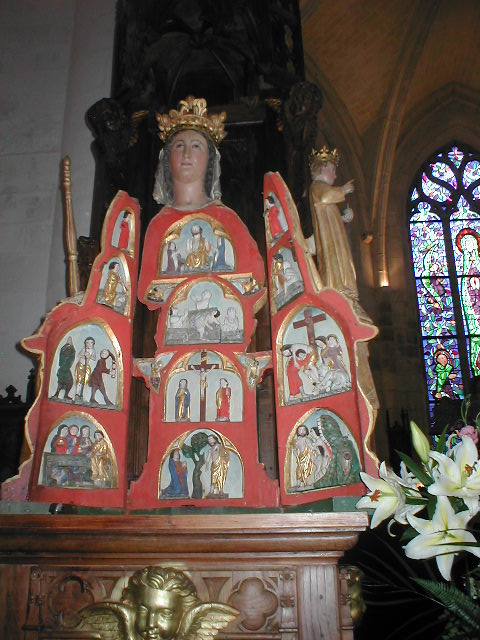
Vierge ouvrante sur un triptyque sculpté de douze petits bas-reliefs sous des arcades trilobées au centre, ogivales sur les côtés.

Notre-Dame-de-Quelven abrite un riche mobilier, dont un grand nombre de statues :
- une « Vierge ouvrante » située à gauche du chœur, avec l'Enfant Jésus debout sur le genou et tenant de la main droite un sceptre fleurdelisé. Formant un triptyque dont chaque élément est divisé en compartiments sculptés de scènes de la Passion, de la Résurrection et du Jugement dernier, elle est l'une des trois Vierges ouvrantes de Bretagne ; cette « Vierge ouvrante », qui avait été maquillée en simple « Vierge à l'Enfant », ne fut redécouverte qu'en 1895 par un conservateur des antiquités qui s'aperçut de l'existence de craquelures : ouvrant la statue, il découvrit un secret bien gardé, une illustration de la Trinité dans le sein de la Vierge ! Désormais cette statue est exposée ouverte lors du Grand Pardon de Quelven[20] ;
- un albâtre anglais du XVe siècle, associé à la légende orientale de la ceinture de la Vierge, représente le couronnement de la Vierge par une Sainte Trinité insolite (le Père et le Fils se tiennent debout et l'Esprit-Saint a forme humaine)[21] ;
- un groupe de saint Georges[i] terrassant le dragon en bois polychrome (vers 1350)[22].

Un ex-voto, sous forme d'une maquette de vaisseau, évoque le miracle de marins de Riantec. Il orna pendant quatre ans la chapelle de Larmor en Ploemeur avant d'être offert à Quelven en 1750.
L'église abrite un orgue de facture baroque réalisé en 1709 et achevé 1710 par le facteur d'orgue Henri-Auguste Brière.
Dressé sur une haute tribune de bois, il comporte 3 claviers, 25 jeux et 1738 tuyaux. Le buffet à deux corps est construit en chêne polychrome et présente des statues du Roi David et d'anges musiciens. Il est restauré en 2000. L'association « Les Jeudis de Quelven », depuis sa constitution en 2001, organise le festival éponyme de concert d'orgue ainsi que les animations se déroulant sur ce lieu.
La Scala Sancta construite sur le placître en 1738 par le recteur René Edy, forme une loggia carrée flanquée aux angles de pilastres plats qui supportent un entablement à triglyphes. Elle est coiffée d'un dôme à quatre pans galbés orné aux quatre angles de pots à feu. Deux escaliers courbes à balustres conduisent à la tribune en plein cintre, bordée d'une balustrade. Elle fait office d'oratoire avec autel et de chaire à prêcher. Elle abrite trois statues : un Ecce homo (Christ outragé) entre deux personnages vêtus à l'antique (en robe, surplis, camail et « bonnets d'importance ») : gardiens ? Grands prêtres Anne et Caïphe ? Saint Nicodème et saint Gamaliel l'Ancien ? Au-dessous, une baie en anse de panier laisse voir un Christ gisant en pierre portant des traces de polychromie, allongé sous une dalle de granite monolithique débitée dans l'ancienne table d'autel de la chapelle. La tradition, sans fondement, fait que ce lieu est appelé « le tombeau ».
En contrebas, près des sources du fond du vallon, est édifiée une fontaine de style flamboyant du XVIe siècle qui se compose de deux bassins et d'un massif de granit orné d'une niche en plein cintre à coquille qui renferme la statue de la Vierge posée sur une console que forme un ange tenant un écusson. Cette arcade cintrée a une voussure dans laquelle court un rinceau de vigne. Une accolade fleurie la surmonte et elle est amortie par un pignon en bâtière à choux, crosses et haut fleuron, tandis que des pilastres à pinacles ornés de crochets et d'arcatures trilobées l'épaulent. La fontaine est enfermée dans une enceinte en pierre de taille. L'accès se fait par un perron polygonal. La tradition rapporte que les bases cylindriques des colonnes, subsistant en avant de la fontaine, supportaient un toit d'ardoise sous lequel s'abritaient les pèlerins assis sur les bancs en pierre du pourtour et qui se faisaient raser par les barbiers.

## Galerie

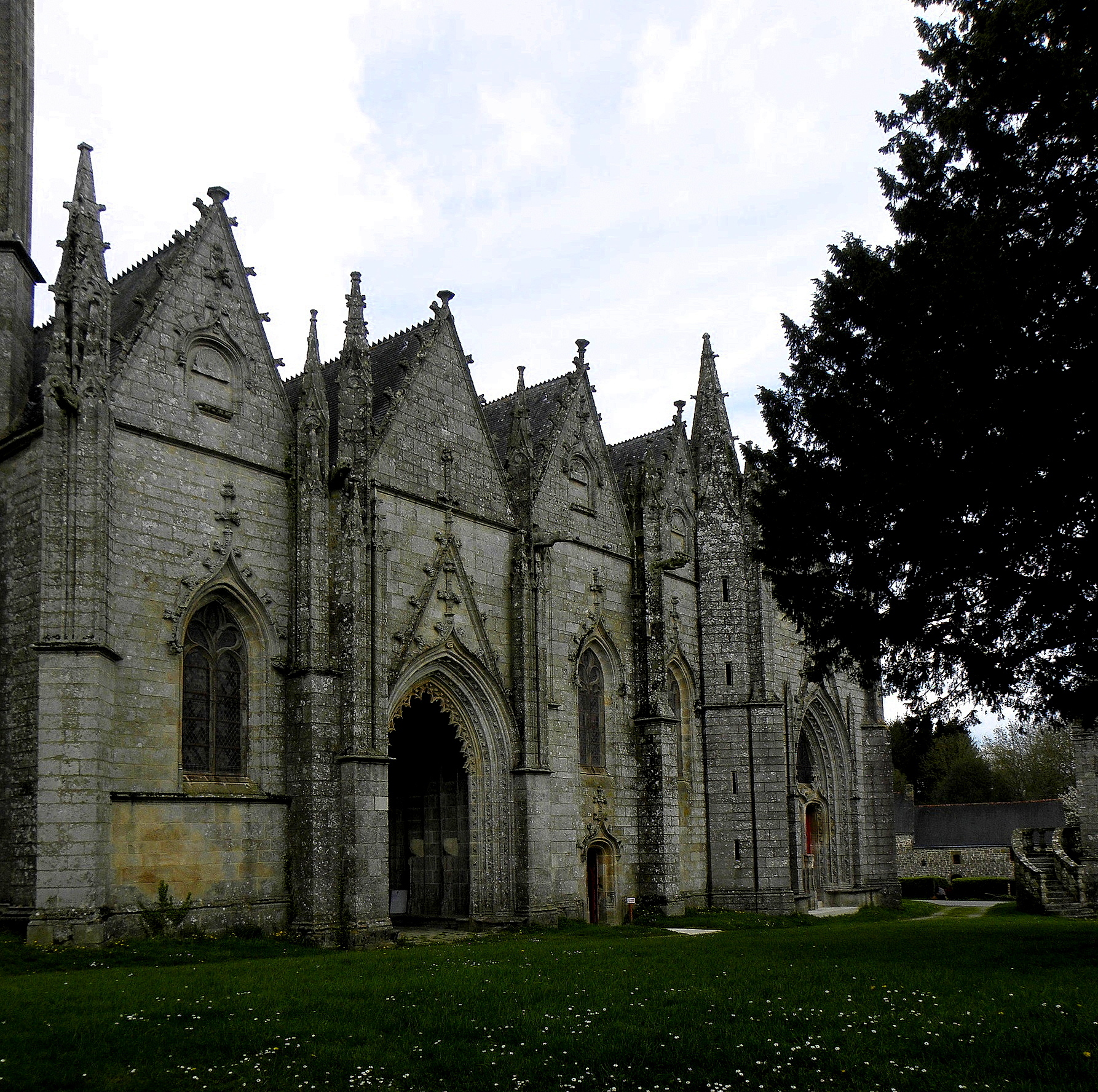
Les cinq pignons (ornés de rampants à crochets et niches à  coquille Renaissance[j]) de la façade sud sont épaulés par des contreforts à longs pinacles fleuris.
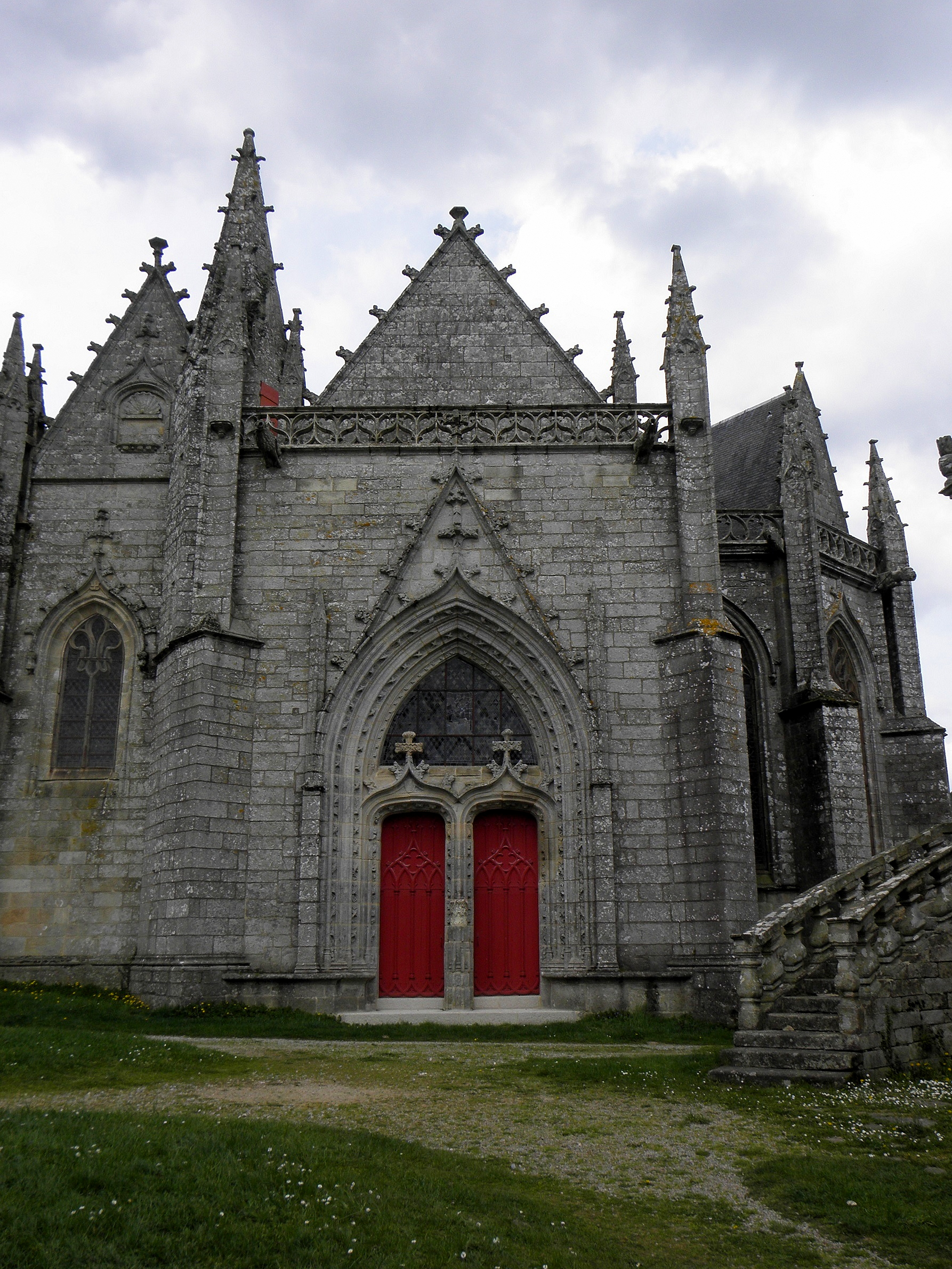
Portail solennel en arc brisé, accosté de pilastres à pinacles, divisé en deux portes géminées[k] en anse de panier et accolades surmontées d'un tympan à vitrail losangé et d'un arc ogival enveloppé d'un gâble à crosses et fleuron.
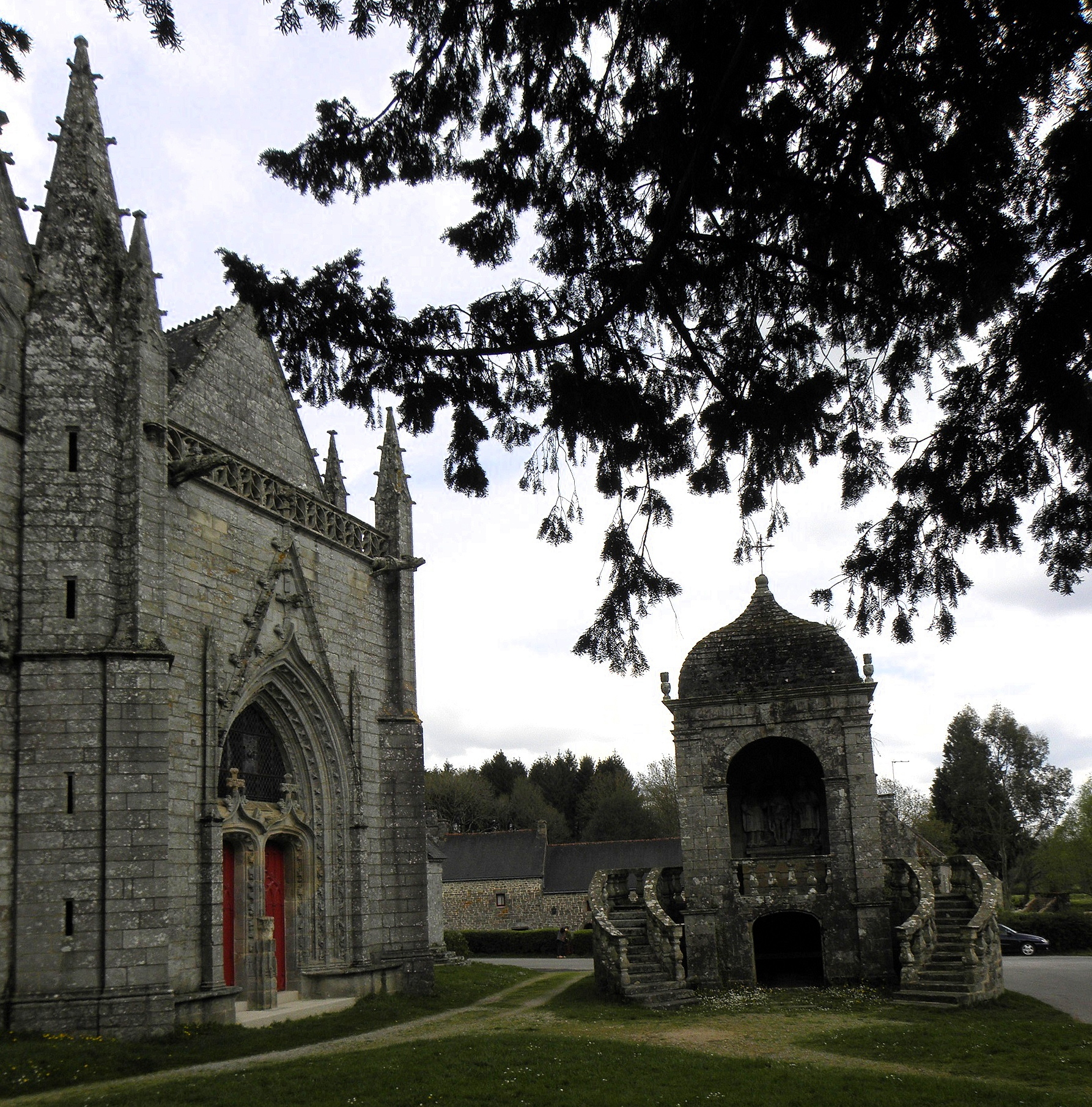
Scala Sancta, loggia carrée coiffée d'un dôme à quatre pans galbés, accessible par deux escaliers latéraux à balustres.